# Пурга (приток Увы)
Пурга́ — река в Удмуртии, протекает в Вавожском районе. Устье реки находится в 12 км по левому берегу реки Ува. Длина реки составляет 25 км, площадь водосборного бассейна 125 км².
Исток реки у деревни Малый Зяглуд в 13 км к северо-востоку от села Вавож. Река течёт на север, затем поворачивает на запад. В верховьях реки близ неё находятся деревни Малый Зяглуд и Зяглуд-Какся, нижнее течение ненаселено. Крупнейший приток — Турча (правый).

## Данные водного реестра
По данным государственного водного реестра России относится к Камскому бассейновому округу, водохозяйственный участок реки — Вятка от водомерного поста посёлка городского типа Аркуль до города Вятские Поляны, речной подбассейн реки — Вятка. Речной бассейн реки — Кама.
По данным геоинформационной системы водохозяйственного районирования территории РФ, подготовленной Федеральным агентством водных ресурсов:
- Код водного объекта в государственном водном реестре — 10010300512111100039474
- Код по гидрологической изученности (ГИ) — 111103947
- Код бассейна — 10.01.03.005
- Номер тома по ГИ — 11
- Выпуск по ГИ — 1